# Pieter De Somer
Pour les articles homonymes, voir De Somer.
 (juin 2015).
Pieter De Somer, Niel, 22 décembre 1917 – Louvain, 17 juin 1985 , est un biologiste et médecin belge. Il a joué un rôle important dans l'industrialisation de la production des vaccins. En 1961, il est nommé professeur à la KUL. Il en deviendra par la suite recteur.